# Liste der Monuments historiques in Busigny
Die Liste der Monuments historiques in Busigny führt die Monuments historiques in der französischen Gemeinde Busigny auf.

## Liste der Bauwerke
| Bezeichnung | Beschreibung | Standort           | Kennzeichnung | Schutzstatus | Datum | Bild           |
| ----------- | ------------ | ------------------ | ------------- | ------------ | ----- | -------------- |
| Schloss     |              | Rue Pasteur (Lage) | PA00107392    | Inscrit      | 1978  | weitere Bilder |